# 日本大学生物資源科学部動物病院
日本大学生物資源科学部動物病院（にほんだいがくせいぶつしげんかがくぶどうぶつびょういん）は、神奈川県藤沢市のある日本大学生物資源科学部湘南キャンパスにある付属の動物病院である。英語表記はANMEC(ANimal MEdical Center)
診療科は、一般内科、消化器内科、血液科、呼吸器内科、循環器科、神経科、放射線腫瘍科、腫瘍科、軟部外科、整形外科、麻酔科、行動診療科があり、犬と猫の診療全般を行っている。画像診断を行うMRI・CT、癌を治療する放射線治療装置などがあり、地域の動物医療の中枢センターとして、他病院から疾患動物の紹介を受ける二次診療の機能をもっている。
- 1995年 - 世田谷校舎から湘南キャンパスに新設移転。